# Malá vodní elektrárna Bukovec
Malá vodní elektrárna Bukovec je vodní elektrárna na řece Berounce provozovaná společností ČEZ. Její instalovaný výkon je 630 kW. Nachází se v místě pevného jezu mezi plzeňskými předměstími Bukovec a Bolevec. Malá vodní elektrárna byla uvedena do provozu roku 2007.